# Elvis Presleys födelseplats
Elvis Presleys födelseplats (engelska: Elvis Presley Birthplace) är ett amerikanskt historiskt museiområde i Tupelo, Mississippi, tillägnat den amerikanske musikern och skådespelaren Elvis Presley.
Museiområdet innefattar Presleys födelsehus, ett museum, ett kapell och en kyrka tillhörande Assemblies of God, dit bland annat Presley-familjen gick. Totalt omfattar Elvis Presley Park en yta på 14 acres (5,7 hektar).

## Bilder

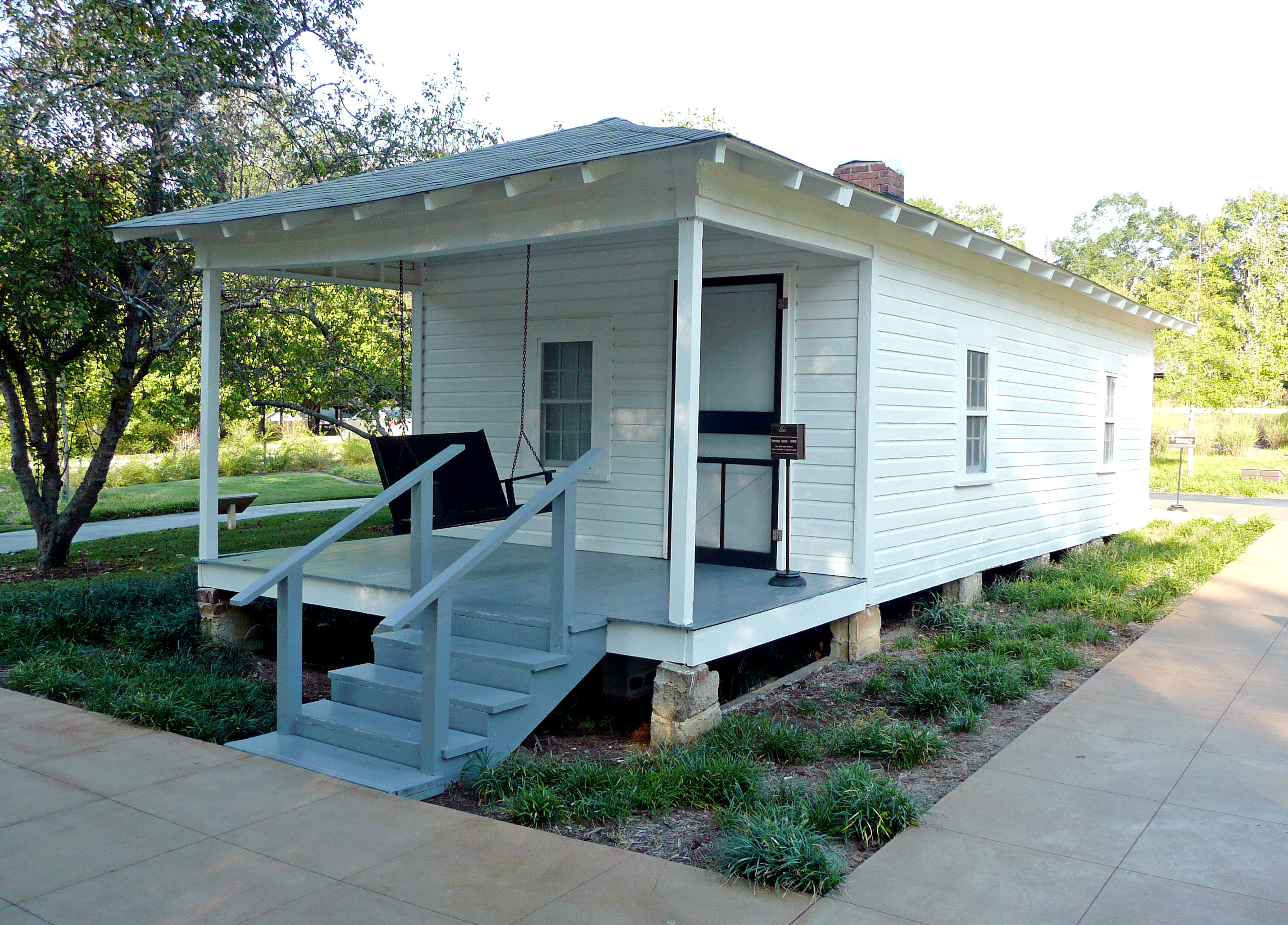
Huset där Elvis Presley föddes.
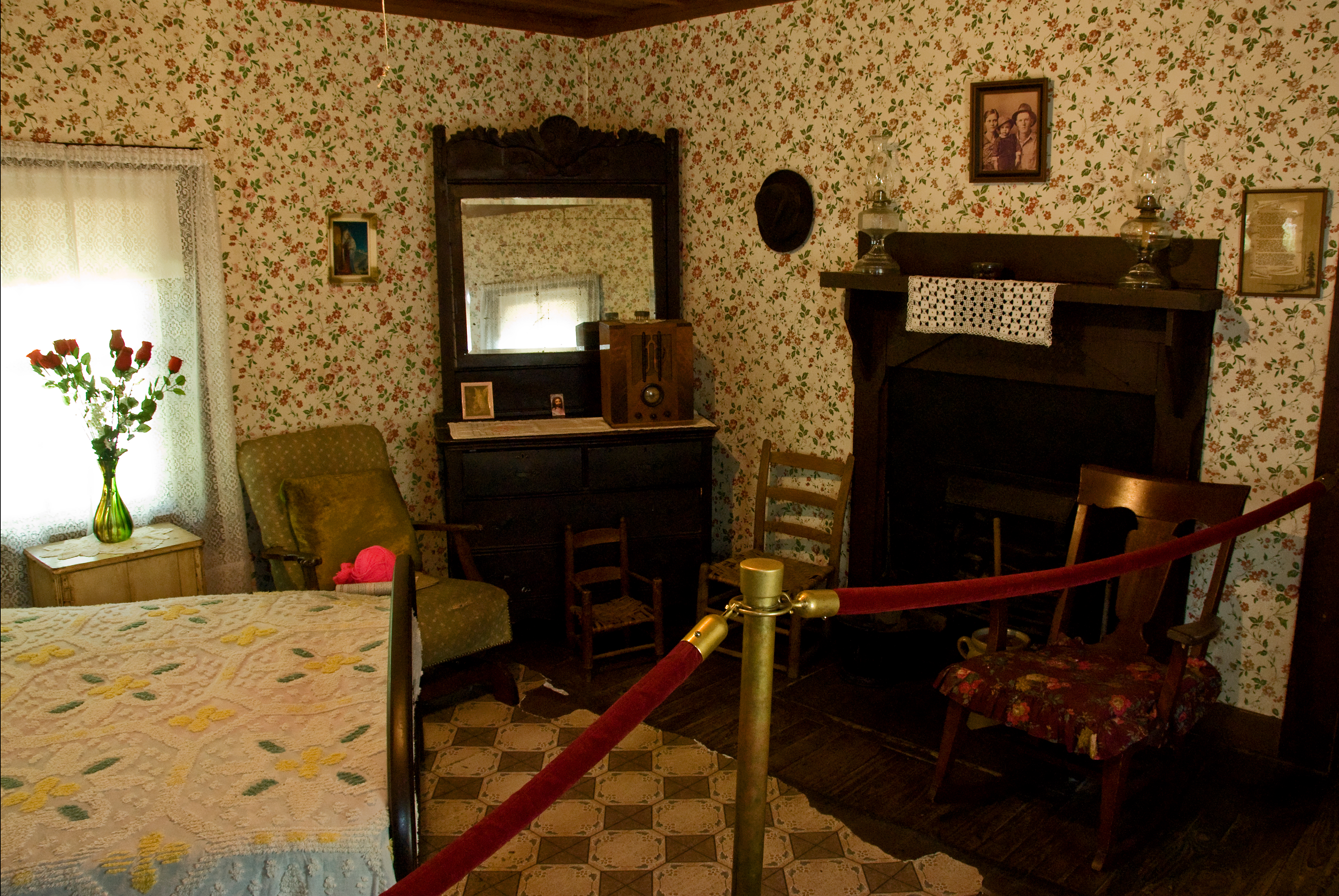
Presley-familjens sovrum och vardagsrum i huset.
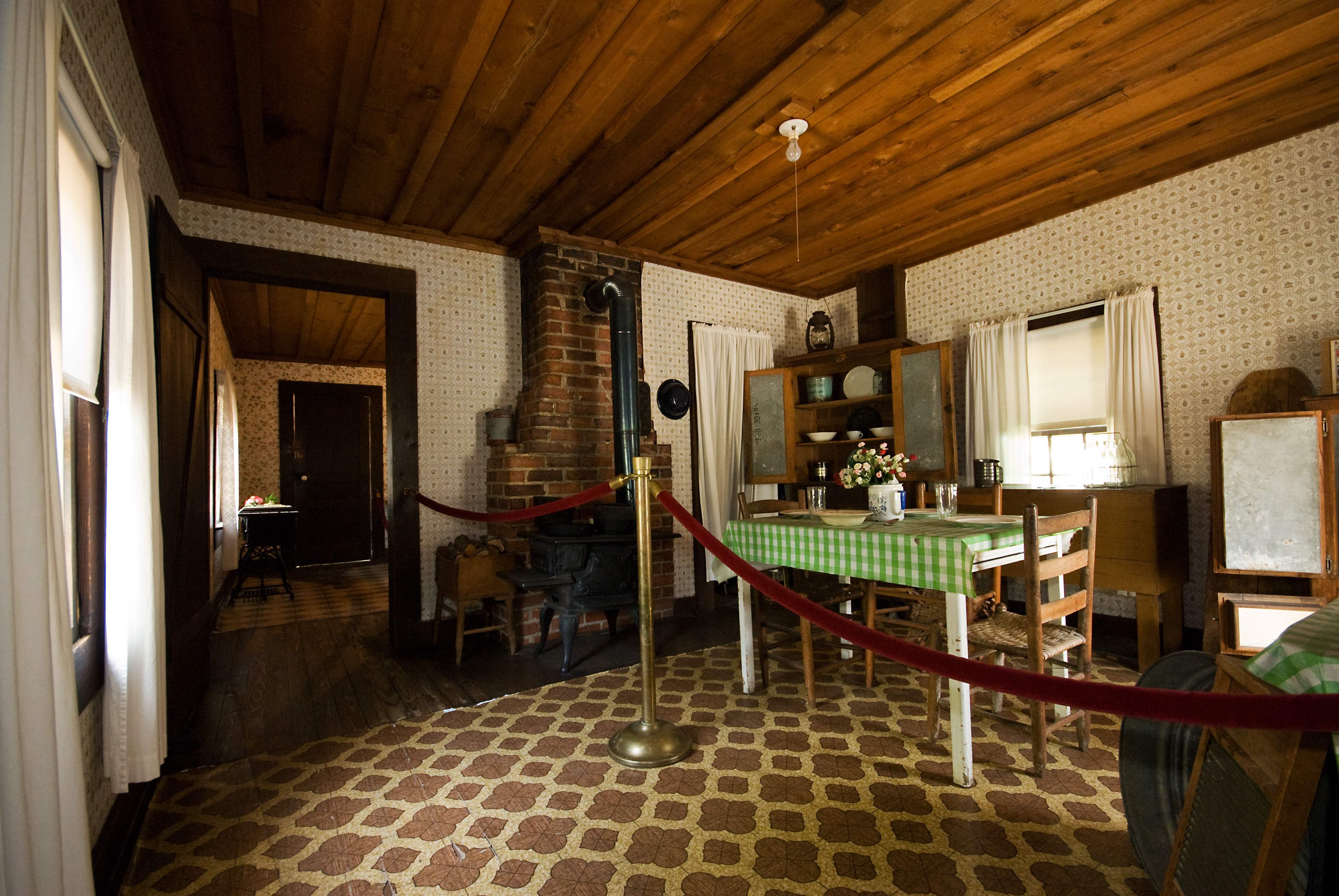
Köket i huset.
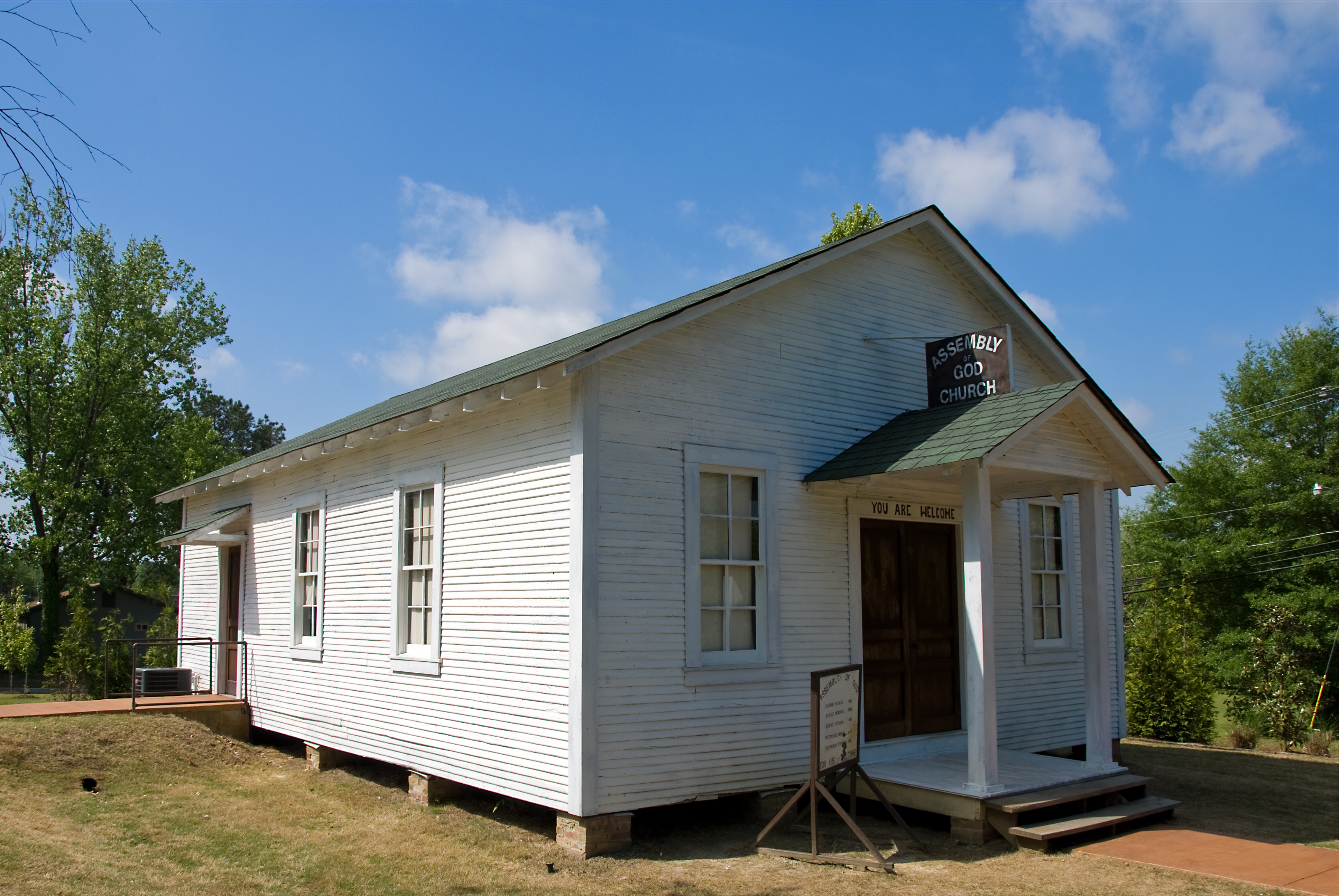
Assemblies of Gods kyrka, där bland annat Presley-familjen firade gudstjänst.
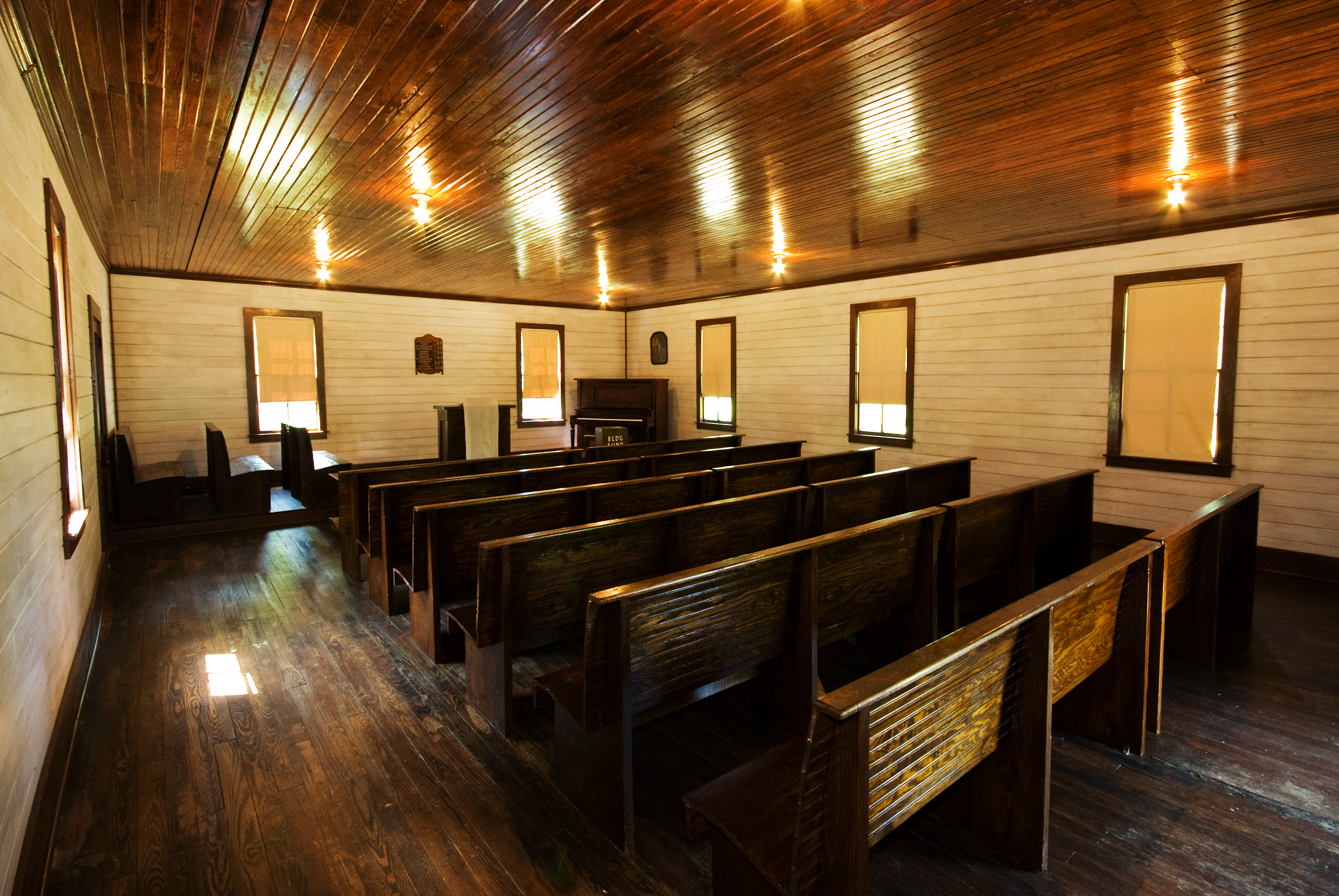
Interiör från Assemblies of Gods kyrka 2010.